# Кринківська сільська рада
Кринківська сільська рада — колишній орган місцевого самоврядування у Глобинському районі Полтавської області з центром у селі Великі Кринки. Населення сільської ради на 1 січня 2011 року становить 3725 жителів. Раді підпорядковані 5 населених пунктів: с. Великі Кринки, с. Весела Долина, с. Сіренки, с. Степове, с. Шевченки.

## Географія
Сільська рада межує з Землянківською, Івано-Селищенською, Петрівською, Троїцькою сільськими радами. Кринківська сільська рада розташоване в лісостеповій зоні. Ґрунти переважно чорноземні. Через Кринківську сільську раду проходить траса обласного значення Глобине-Мостовівщина.
Площа сільської ради — 12417,3 га:
- Сільськогосподарські угіддя — 11250,2405 га (90,6%)
- Ставки — 184,8 га (1,5%)
- Лісовкриті площі — 192,5 га (1,6%)
- інші землі — 6%

## Населення
На території Кринівської сільської ради розташовано 5 населених пунктів з населенням на 1 січня 2011 року 3725 жителів :
| № | Назва села       | 2001 чол. | 2011 чол. |
| - | ---------------- | --------- | --------- |
| 1 | с. Великі Кринки | 2574      | 2337      |
| 2 | с. Весела Долина | 927       | 778       |
| 3 | с. Сіренки       | 126       | 97        |
| 4 | с. Степове       | 441       | 383       |
| 5 | с. Шевченки      | 161       | 130       |
|   | всього           | 4229      | 3725      |

## Влада
- Сільські голови:
Ніколенко Алла Степанівна[1]
- Секретар сільської ради
Кальченко Неля Петрівна[1]
- 20 депутатів сільської ради[1]:
  1. Купцов Володимир АПнатолійович
  2. Харченко Валентин григорович
  3. Мосієнко Анатолій Іванович
  4. Тимченнко Олександр Петрович
  5. Вертебний Анатолій Іванович
  6. Вертебна Надія Іванівна
  7. Оченаш Іванна Леонідівна
  8. Гончаренко Валентина Григорівна
  9. Лисак Катерина Григорівна
  10. Вівтоніченко В»ячеслав Володимирович
  11. Дзюбенко Віктор Володимирович
  12. Кальченко Неля Петрівна
  13. Білоусько Дмитро Семенович
  14. Карпенко Людмила Миколаївна
  15. Буянова Лариса Олександрівна
  16. Батура Тетяна Юріївна
  17. Бернацький сергій Васильович
  18. Вакулів Володимир Васильович
  19. Безніс Людмила Михайлівна
  20. Павленко Микола Григорович

## Економіка
Виробнича спеціалізація підприємств, розташованих на території Івановоселищенської сільської ради: вирощування зернових, зернобобових та технічних культур.
| № | Назва підприємства                            | П.І.Б. керівника, телефон | Вид діяльності                                             | Загальна площа земель, га |
| - | --------------------------------------------- | ------------------------- | ---------------------------------------------------------- | ------------------------- |
| 1 | ВП АФ «Степове» ТОВ ІПК «Полтавазернопродукт» | Яроцький О.А.             | Вирощовування зернових, зерно-бобових та технічних культур | 2370,2100                 |
| 2 | ТОВ АФ «Соняшник»                             | Пасько М.В.               | Вирощовування зернових, зерно-бобових та технічних культур | 1745,9200                 |
| 3 | ТОВ «Промінь-Лан»                             | Бриж О.А.                 | Вирощовування зернових, зерно-бобових та технічних культур | 1971,2700                 |
| 4 | ПАФ «Петрівка»                                | Новосел І.І.              | Вирощовування зернових, зерно-бобових та технічних культур | 416,8600                  |
| 5 | СФГ «Бірюза»                                  | Михайлець О.М.            | Вирощовування зернових, зерно-бобових та технічних культур | 178,7700                  |
| 6 | СФГ «Корунд»                                  | Чернишенко Ю.В            | Вирощовування зернових, зерно-бобових та технічних культур | 213,1900                  |
| 7 | СФГ «Надія»                                   | Вертебний А.І.            | Вирощовування зернових, зерно-бобових та технічних культур | 292,9200                  |
| 8 | СФГ «Смарагд»                                 | Костенко В.А.             | Вирощовування зернових, зерно-бобових та технічних культур | 303,5300                  |

## Освіта
На території сільської ради діють:
- Великокринківська загальноосвітня школа І-ІІІ ступенів (директор Цимбал М.Є.)
- Великокринківська загальноосвітня школа І-ІІ ступенів (директор Сабірзянов А.І.)
- Великокринківський будинок дитячої та юнацької творчості (завідувачка Бугай Н.А.)
- Великокринківський дитячий навчальний заклад «Сонечко» (завідувачка Шивела Т.М.)
- Великокринківський музична школа (директор Оченаш П.В.)
- Веселодилинський дитячий навчальний заклад «Сонечко» (завідувачка Кулішова Л.П.)
- Веселодолинська загальноосвітня школа І-ІІ ступенів (директор Цимбал М.Є.)

## Медицина
Працюють лікарня та 2 ФАПи:
- Великокринківська районна лікарні №2 (головний лікар Іванес О.А.)
- Веселодилинський фельдшерсько-акушерський пункт (завідувач Жук В.П.)
- Степівський фельдшерсько-акушерський пункт ( завідувач Обуховський І.О.).

## Культура
Діють:
- Великокринківський зональний будинок культури (директор Нестеренко В.В.)
- Великокринківська сільська бібліотека (завідувачка Конотоп Л.М.)
- стадіон у Великих Кринках

## Інфраструктура
На території сільради є:
- Великокринківське поштове відділення зв’язку (начальник Микитенко Л.І.)
- У Великих Кринках діє 17 магазинів
- Великокринківський комбінат комунальних підприємств (директор Новосел І.М.)
- дві аптеки

Всі села газифіковані. У Великих Кринках, Веселій Долині та Степовому є водогін.

## Особистості
Село Весела Долина – батьківщина українського прозаїка і драматурга В. В. Канівця.